# Cephalopodum
Cephalopodum es un género de plantas herbáceas perteneciente a la familia de las apiáceas.  Comprende 3 especies descritas y  aceptadas. Es originario de Oriente Medio.

## Taxonomía
El género fue descrito por Yevgeni Korovin y publicado en Izvestiia Akademii Nauk Tadzhikskoi SSR : Otdelenie Biologicheskikh Nauk 1(50): 17. 1973. La especie tipo es: Cephalopodum badachshanicum Korovin	

## Especies
A continuación se brinda un listado de las especies del género Cephalopodum aceptadas hasta julio de 2013, ordenadas alfabéticamente. Para cada una se indica el nombre binomial seguido del autor, abreviado según las convenciones y usos.
- Cephalopodum afghanicum (Rech.f. & Riedl) Pimenov & Kljuykov
- Cephalopodum badachshanicum Korovin
- Cephalopodum hissaricum Pimenov